# Bazeilles
Bazeilles es una comuna nueva francesa situada en el departamento de Ardenas, de la región de Gran Este.

## Historia
Fue creada el 1 de enero de 2017, en aplicación de una resolución del prefecto de Ardenas de 15 de junio de 2016con la unión de las comunas de Bazeilles, Rubécourt-et-Lamécourt y Villers-Cernay, pasando a estar el ayuntamiento en la antigua comuna de Bazeilles.
El 1 de enero de 2024 absorbe la comuna de La Moncelle.

## Demografía
Según los datos aportados en la última resolución del prefecto de Ardenas, la comuna pasa a tener 2721 habitantes.

## Composición
| Comuna delegada        | Código INSEE | Población (2013) | Superficie (km²) | Densidad (hab./km²) |
| ---------------------- | ------------ | ---------------- | ---------------- | ------------------- |
| Bazeilles              | 08053        | 2041             | 9.38             | 218                 |
| La Moncelle            | 08294        | 137 (2021)       | 1.35             | 101                 |
| Rubécourt-et-Lamécourt | 08371        | 126              | 4.61             | 27                  |
| Villers-Cernay         | 08475        | 339              | 22.15            | 15                  |